# Trituba superstes
Trituba superstes is een slakkensoort uit de familie van de Newtoniellidae. De wetenschappelijke naam van de soort is voor het eerst geldig gepubliceerd in 1981 door Bouchet & Fechter.